# Aguilha

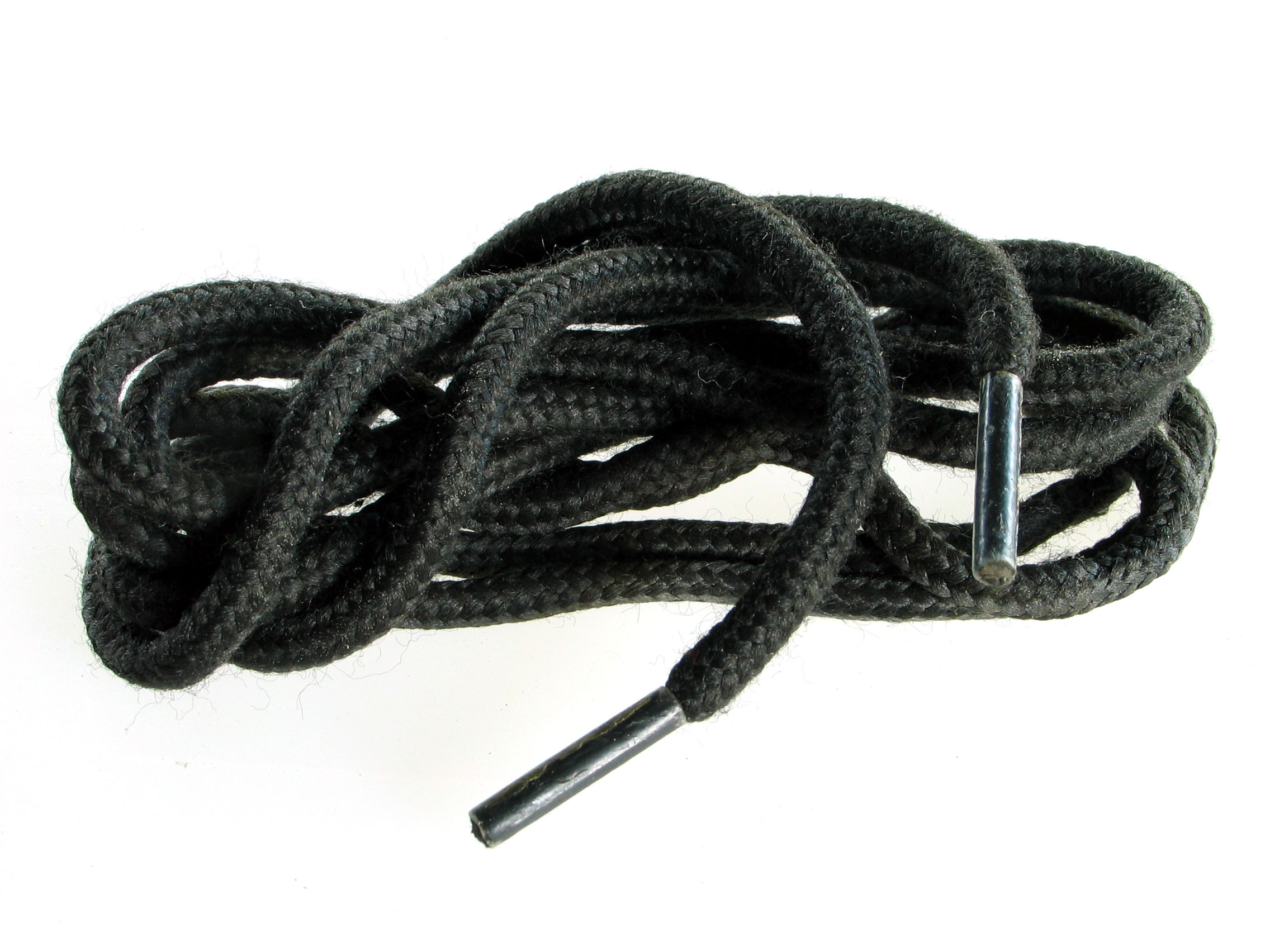
Cadarço/atacador com agulheta no extremo.

Uma aguilha, também chamada agulheta, ponteira, pontareira ou ponta-aiameta é um pequeno invólucro de plástico ou metal normalmente encontrado em cada ponta de um cadarço(pt-BR) ou atacador(pt-PT?), cabo ou cordão, corda ou demais fios. Uma agulheta mantém unidas as fibras, impedindo que esgarcem, além de afilar e dar firmeza à ponta, facilitando o manuseio e a inserção nos ilhós ou semelhantes.

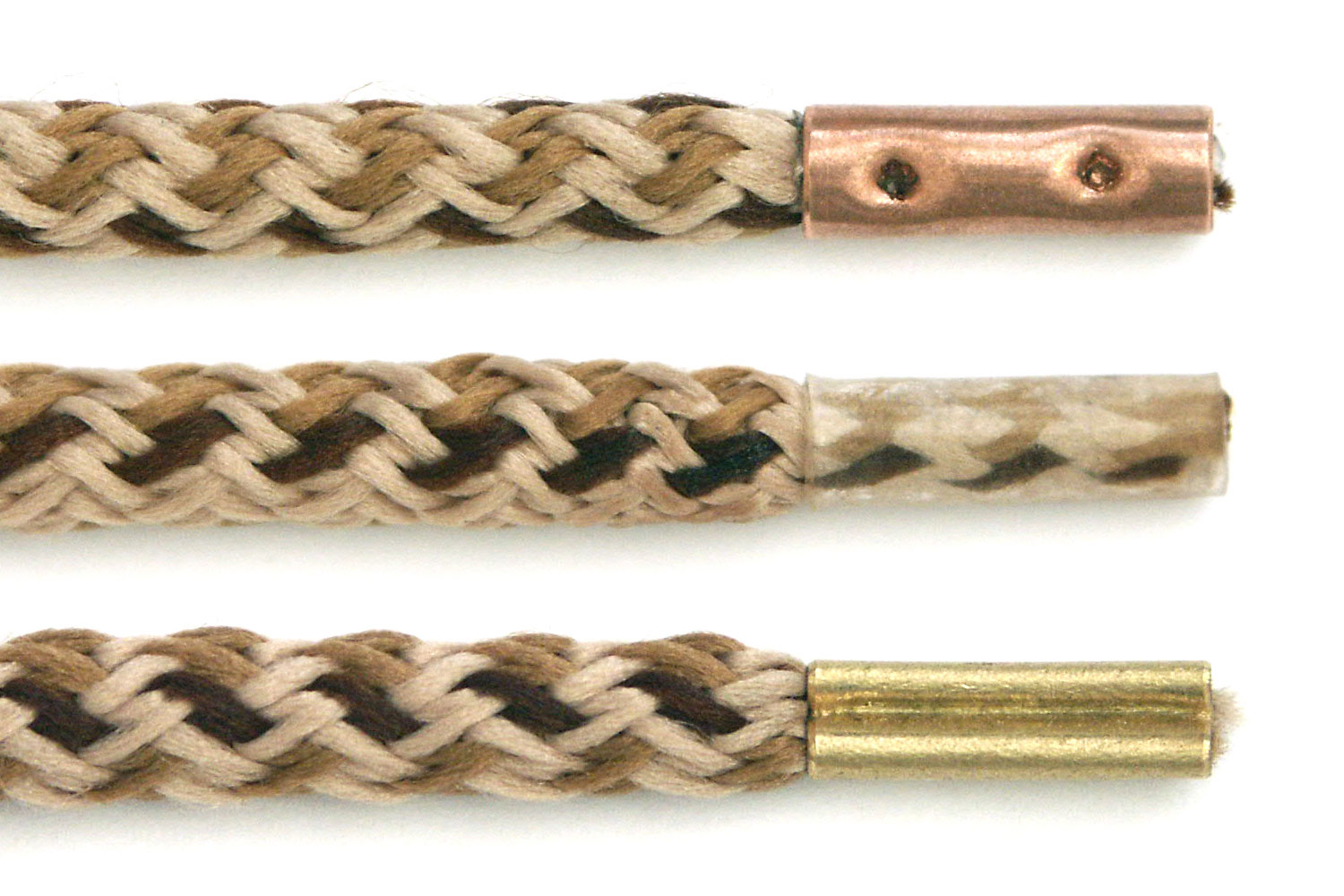
Agulhetas de cobre, plástico e bronze.

## Terminologia
A palavra a vem do francês arcaico aguillette que é o diminutivo de aguille, que significa agulha. Por sua vez, vem de "acus", a palavra original em latim para a agulha. Uma agulheta é, assim, como uma pequena agulha no final de uma corda. A palavra agulheta é diminutivo de agulha, ambas derivando do latim acucla (por sua vez diminutivo de acus). A agulheta dessa forma é uma agulha no fim de uma corda, cumprindo funções semelhantes.

## Subdivisões
Há uma diferença entre agulhetas, que geralmente são funcionais, e aguilhetes, que geralmente são decorativas.

## Composição
Hoje são na maioria das vezes feita de plástico, mas em tempos passados eram feitas de metal, vidro ou pedra.  Muitas aguilhas eram ricamente ornamentadas, feitas de metais preciosos como prata. Antes da invenção de botões, elas eram utilizadas no final de cordas e laços para fechar peças de roupa. Por vezes eram decoradas em forma de pequenas figuras, as quais William Shakespeare chamava de "aglet baby" em The Taming of the Shrew.
Por um momento, durante a Grande Depressão as agulhetas eram feitas de papel e cola.
Agulhetas caseiras podem ser feitas de fita adesiva, cera, resina, cola, linha, canudos ou pequenos canos, ou mesmo dando nó ou derretendo o final do cadarço ou corda.